# Brummen
Brummen − miasto w Holandii, w prowincji Geldria.

## Miasta partnerskie
- Krotoszyn